# Okrug Vranov nad Topľou
Okrug Vranov nad Topľou (slovački: Okres Vranov nad Topľou) nalazi se u istočnoj Slovačkoj u  Prešovskom kraju.  U okrugu živi 79 395 stanovnika, dok je gustoća naseljenosti 103,21 stan/km². Ukupna površina okruga je 769,23 km². Glavni grad okruga Vranov nad Topľou je istoimeni grad Vranov nad Topľou sa 20 262 stanovnikom.

## Stanovništvo
| Godina:     | 1994.  | 2004.   | 2014.   | 2024.   |
| ----------- | ------ | ------- | ------- | ------- |
| Broj ljudi: | 73 492 | 77 591  | 80 508  | 79 395  |
| Razlika:    |        | +5,57 % | +3,75 % | −1,38 % |

| Godina:     | 2023.  | 2024.   |
| ----------- | ------ | ------- |
| Broj ljudi: | 79 295 | 79 395  |
| Razlika:    |        | +0,12 % |

## Gradovi
- Vranov nad Topľou
- Hanušovce nad Topľou

## Općine
| - Babie - Banské - Benkovce - Bystré - Cabov - Čaklov - Čičava - Čierne nad Topľou - Davidov - Detrík - Dlhé Klčovo - Ďapalovce - Ďurďoš - Giglovce - Girovce - Hencovce - Hermanovce nad Topľou - Hlinné - Holčíkovce - Jasenovce - Jastrabie nad Topľou - Juskova Voľa | - Kamenná Poruba - Kladzany - Komárany - Kučín - Kvakovce - Majerovce - Malá Domaša - Matiaška - Medzianky - Merník - Michalok - Nižný Hrabovec - Nižný Hrušov - Nižný Kručov - Nová Kelča - Ondavské Matiašovce - Pavlovce - Petkovce - Petrovce - Piskorovce - Poša - Prosačov | - Radvanovce - Rafajovce - Remeniny - Rudlov - Ruská Voľa - Sačurov - Sečovská Polianka - Sedliská - Skrabské - Slovenská Kajňa - Soľ - Štefanovce - Tovarné - Tovarnianska Polianka - Vavrinec - Vechec - Vlača - Vyšný Kazimír - Vyšný Žipov - Zámutov - Zlatník - Žalobín |

### Ostali projekti
|  | Zajednički poslužitelj ima još gradiva o temi Okrug Vranov nad Topľou |